# Princess Alice and the Broken Arrow
Princess Alice and the Broken Arrow è il quattordicesimo album del gruppo AOR/hard rock britannico Magnum. Il disco è uscito nel 2007 per l'etichetta discografica SPV GmbH.

## Tracce
1. When We Were Younger – 7:00
2. Eyes Wide Open – 5:54
3. Like Brothers We Stand – 5:35
4. Out of the Shadows – 6:58
5. Dragons Are Real – 5:21
6. Inside Your Head – 6:01
7. Be Strong – 5:40
8. Thank You for the Day – 5:10
9. Your Lies – 4:34
10. Desperate Times – 5:22
11. You'll Never Sleep – 4:57

## Formazione
- Mark Stanway - tastiere
- Tony Clarkin - chitarra
- Bob Catley - voce
- Al Barrow - basso
- Jimmy Copley - batteria